# جوناس کرومری
جوناس کرومری (انگلیسی: Jonas Krumrey؛ زادهٔ ۲۵ نوامبر ۲۰۰۳) بازیکن فوتبال است.